# 伽羅御所
座標: 北緯38度59分28秒 東経141度7分7秒 / 北緯38.99111度 東経141.11861度
伽羅御所（きゃらのごしょ）は、岩手県平泉町平泉伽羅楽にあった奥州藤原氏の居館。

## 歴史
『吾妻鏡』文治5年（1189年）9月17日条によると「無量光院東門構一郭号伽羅御所、秀衡常居所也。泰衡相継之、為居所焉。」（無量光院の東門に一郭を設け伽羅と号す。秀衡が常の居所なり泰衡相継ぎて居所となりけり。）と記述されている。
奥州藤原氏3代秀衡が嘉応2年（1170年）5月25日、鎮守府将軍・陸奥守に任ぜられたことで、初代清衡の代からの奥州藤原氏の居館であった柳之御所が政庁・平泉館として大改修され、秀衡が柳之御所の南西に新たに伽羅御所を建築したものと推測される。以後4代泰衡の代まで藤原氏の居館として使用され、藤原氏の子息たちの屋敷も周囲に立ち並んでいた。

## 現状

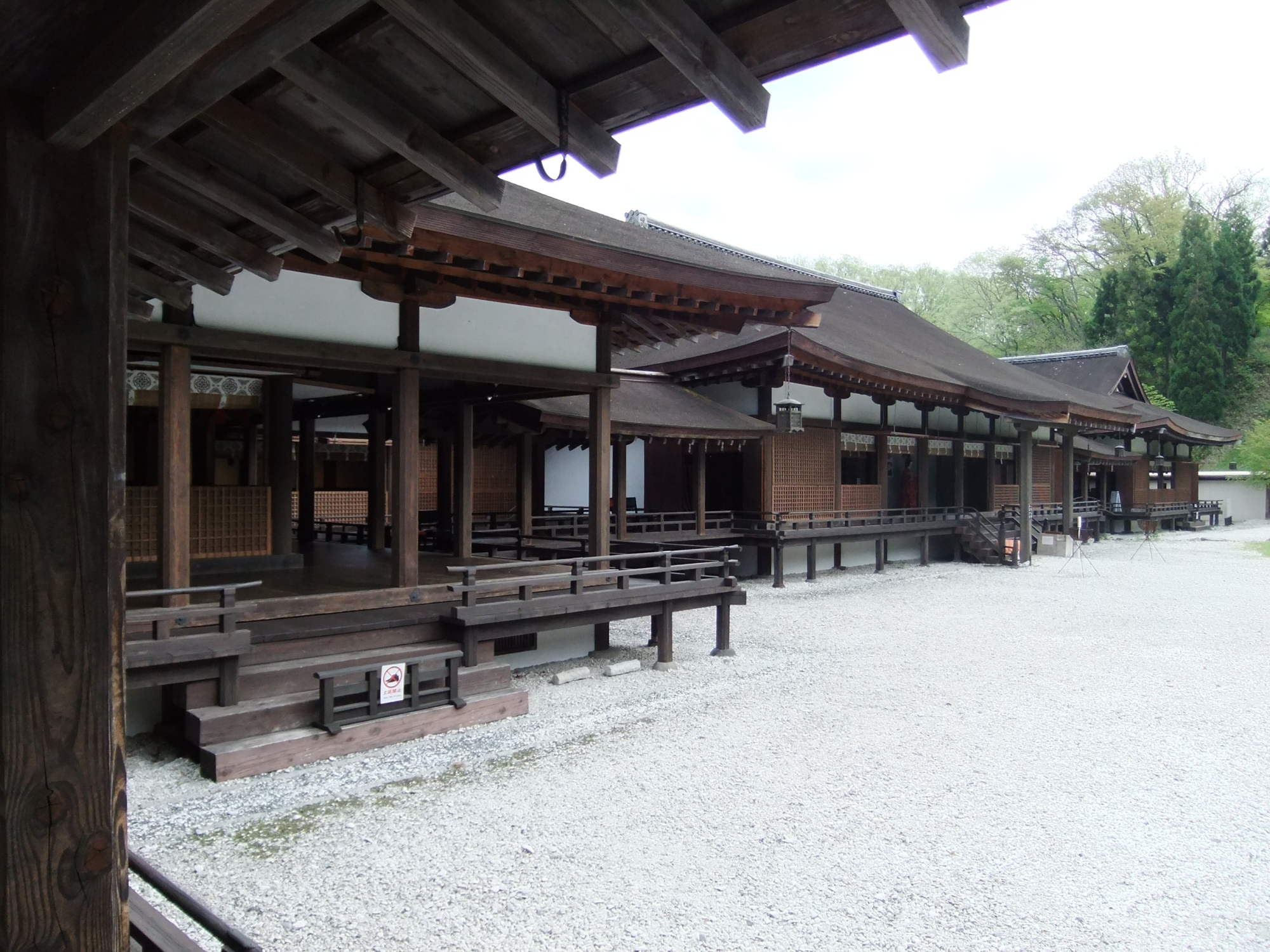
「えさし藤原の郷」に木造復元された伽羅御所

無量光院の東門に接して建てられていた藤原氏の居館の地は、現在は宅地や畑となり、僅かに内堀跡や土塁の一角跡や、遺跡の井戸跡から金銀の蒔絵箱に納められた和鏡が見つかっているが、民家が密集している地域のために大規模発掘調査を行うことができず詳細は不明である。実際に建物があった場所には現在民家が立っているため、実際にあった場所から離れた「えさし藤原の郷」という所に木造復元されている。
隣接する奥州市の歴史公園「えさし藤原の郷」では伽羅御所が木造復元されており、平安時代の寝殿造の様式を再現した日本唯一の建造物となっている。